# Vicente Falconi
Vicente Falconi, nascido Vicente Falconi Campos (Niterói, Rio de Janeiro, 30 de setembro de 1940) é um consultor em gestão e escritor brasileiro, eleito, em 2000, como uma das 21 vozes do século XXI, segundo a American Society for Quality e, em 2014, como um dos 100 executivos com melhor reputação no Brasil. Suas obras publicadas sobre gestão venderam mais de 1 milhão de cópias, e foram traduzidas para inglês e espanhol. 

## Biografia
Falconi nasceu em uma família de classe média baixa, em Niterói. Seu pai, Alcides Nogueira Campos, trabalhava como vendedor da distribuidora de combustível Esso, e sua mãe, Rosalina Falconi Campos, que completara sua formação para professora, era dona de casa. Vicente foi o primogênito dos três filhos do casal, e tem duas irmãs, Magnolia e Angela.
Desde a infância, a influência positiva de seu pai, que enfrentou dificuldades para se educar, moldou o desejo do consultor e escritor por estudar. Após a promoção do pai para gerente na Esso, a família se mudou para Belo Horizonte onde, depois de concluir o ensino médio, Vicente ingressou na UFMG, instituição em que se destacou academicamente e se graduou em Engenharia, no ano de 1963. Também na UFMG, ele atuou como professor do curso, entre 1964 e 1992, e recebeu da universidade o título de professor emérito.
Além de seu sucesso na graduação, Vicente buscou estágios e experiências práticas durante seus estudos. Isso o levou a estagiar e, posteriormente, ser contratado como engenheiro assistente pela Mannesmann. Sua trajetória acadêmica e profissional o levaram a se inscrever para uma bolsa da Comissão Fulbright, permitindo-lhe estudar nos Estados Unidos, onde continuou a desenvolver suas habilidades e conhecimentos. Falconi se tornou doutor em Engenharia, em 1972, pela Colorado School of Mines, universidade estadunidense. Ele é reconhecido não apenas por suas conquistas profissionais, mas também por seu compromisso com a educação e a formação de futuros engenheiros.
Trabalhou durante muitos anos com os japoneses da Union of Japanese Scientists and Engineers (JUSE) em diversas empresas brasileiras. 
Foi membro da Câmara de Gestão da Crise de Energia Elétrica (2001) e recebeu reconhecimento, pela American Society for Quality como uma das 21 vozes do século XXI. Foi homenageado pelo governo brasileiro com a Ordem do Rio Branco[carece de fontes?] e, em outubro de 2010, juntamente com outros seis empresários, recebeu a Medalha do Conhecimento.
Vicente Falconi é o sócio fundador e consultor da Falconi, empresa com passagens por gigantes brasileiras, como Ambev, Sadia, Gerdau, e com projetos executados para diversos governos estaduais. Ele publicou seis livros na área de Gestão Empresarial, que venderam mais de um milhão de exemplares. Em 2019, durante o Encontro Falconi realizado em Atibaia (SP), Falconi declarou que uma das prioridades para o avanço da gestão no Brasil seria tornar as boas práticas acessíveis também às médias empresas, tradicionalmente excluídas das soluções de consultoria devido ao custo e à complexidade dos modelos existentes.
Essa reflexão resultou, no ano seguinte, na criação da Mid, uma unidade da Falconi voltada exclusivamente a empresas com faturamento entre R$ 4,8 milhões e R$ 300 milhões. A proposta da Mid é adaptar a metodologia da consultoria à realidade dessas empresas, com soluções mais acessíveis, padronizadas e orientadas à execução.

## Obras
- O Verdadeiro Poder - Práticas de Gestão que Conduzem a Resultados Revolucionários
- Gerenciamento da Rotina do Trabalho do Dia-a-Dia
- Qualidade Total - Padronização de Empresas
- TQC - Controle da Qualidade Total
- O Valor dos R.H. na Era do Conhecimento
- Gerenciamento pelas Diretrizes

## Ver Também
- Método da Cumbuca - Técnica de treinamento de equipes sugerida por Falconi